# 8-as főút
8-as főút (nyolcas főút, ungarisch für ‚Hauptstraße 8‘) ist eine ungarische Hauptstraße.

## Verlauf
Die Straße, die zugleich einen Teil der Europastraße 66 bildet, zweigt in Székesfehérvár (Stuhlweißenburg) von der 7-es főút nach Westen ab und führt über Várpalota, Veszprém, Devecser, Vasvár (Eisenburg), Körmend zur ungarisch-österreichischen Grenze bei Rábafüzes (Raab-Fidisch) nördlich von Szentgotthárd, wo sie in die Gleisdorfer Straße B65 in Richtung Graz übergeht.
Die Gesamtlänge der Straße beträgt 190 Kilometer.